# Chasseur d'attaque

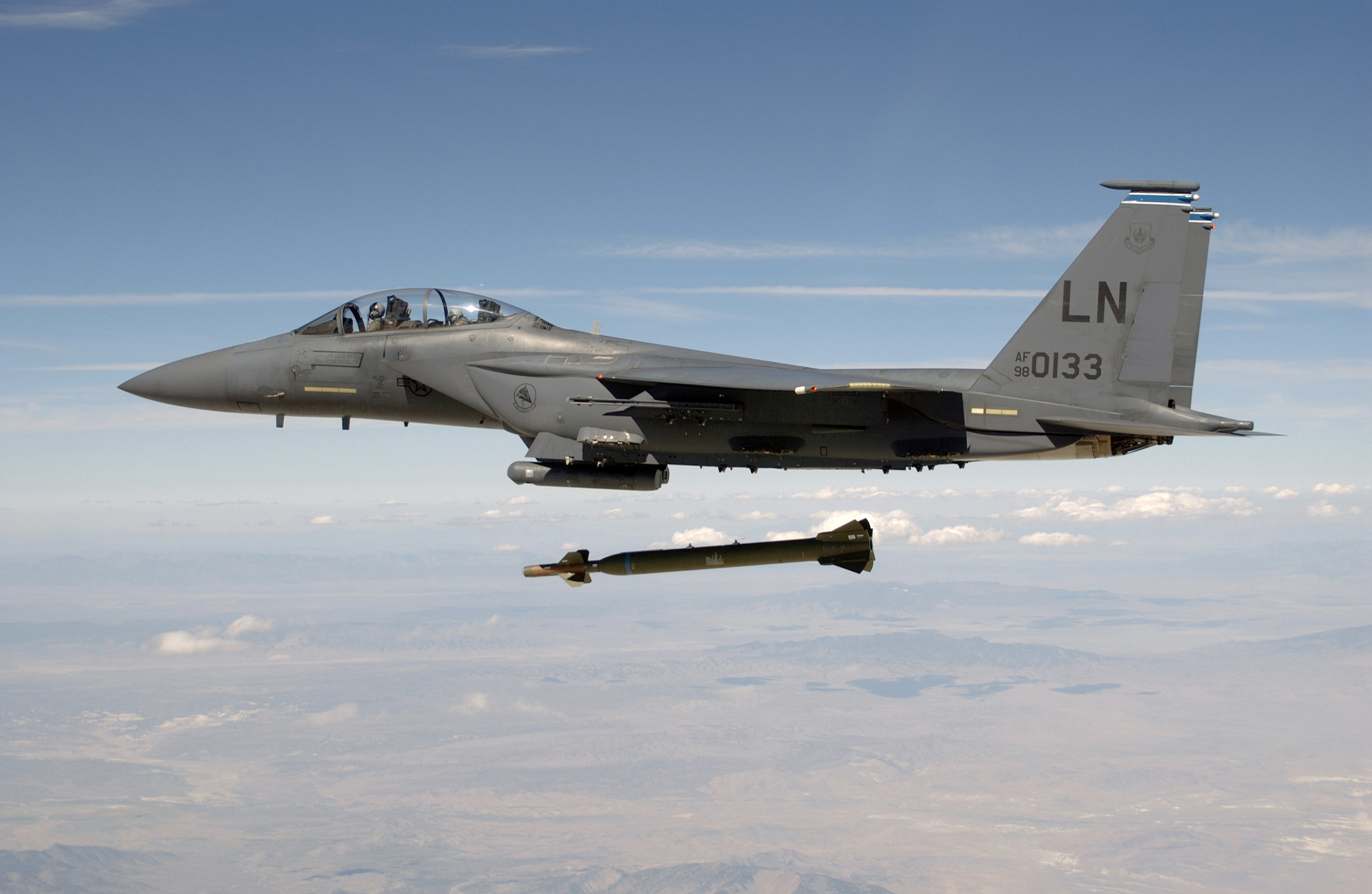
Un F-15E Strike Eagle larguant une bombe guidée de précision GBU-28.

Dans le langage militaire courant, un « chasseur d'attaque » (en anglais : « strike fighter ») est un avion multirôle conçu pour opérer principalement comme un avion d'attaque, mais disposant également de certaines caractéristiques de performances d'un chasseur.
Le terme précédemment utilisé était celui de « chasseur-bombardier », mais depuis l'apparition des roquettes et des missiles air-sol, ce terme tend à disparaître en faveur de celui de « strike fighter » dans l'inventaire des forces américaines. Il est toutefois encore très utilisé dans la langue française, ainsi que celui d'avion multirôle (comme pour le Rafale).
Des exemples de chasseurs d'attaque américains actuels sont le F-15E Strike Eagle, le F/A-18E/F Super Hornet et le très récent F-35 Lightning II.

## Histoire

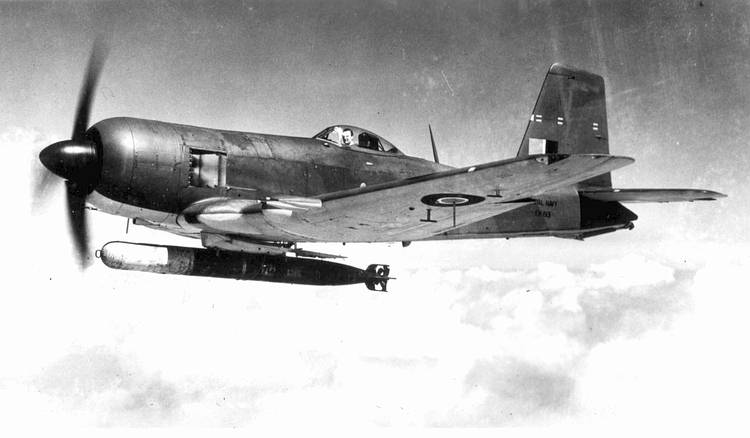
Un Firebrand TF Mk.IV.

Apparaissant dans les années 1940, le terme de chasseur d'attaque fut utilisé occasionnellement dans les marines de guerre pour faire référence aux avions de chasse capables d'exécuter des attaques air-sol, comme les Westland Wyvern, Blackburn Firebrand et Blackburn Firecrest.
Le terme « light weight tactical strike fighter » (LWTSF, « chasseur d'attaque tactique léger ») fut utilisé pour décrire les avions répondant à la spécification OTAN NBMR-1 de décembre 1953. Parmi les avions proposés pour la compétition figuraient les Aerfer Sagittario II, Breguet Br.1001 Taon, Dassault Étendard VI, Fiat G.91 et SNCASE SE.5000 Baroudeur.
Le terme entra en utilisation courante dans l'US Navy vers la fin des années 1970, devenant la description officielle du nouveau F/A-18 Hornet. En 1983, l'US Navy renomma même chacun des « Fighter Attack Squadrons » existants en « Strike Fighter Squadrons » pour mettre l'accent sur les missions air-surface (car la désignation « Fighter Attack » était confondue avec celle de « Fighter », qui n'effectuait que des missions air-air pures).
Cette désignation se répandit rapidement à des usages non navals. Quand le F-15E Strike Eagle entra en service, il était initialement désigné comme étant un « dual role fighter » (« chasseur à double rôle », en français), mais il devint rapidement qualifié de « strike fighter ». En français toutefois, la désignation de chasseur-bombardier reste la plus employée.

### Joint Strike Fighter
En 1995, le programme américain Joint Advanced Strike Technology (JAST) changea de nom pour celui de Joint Strike Fighter (JSF). Le projet mena au développement de la famille de chasseurs multirôles de cinquième génération F-35 Lightning II, permettant d'effectuer des missions d'attaque au sol, de reconnaissance et de défense aérienne, avec une furtivité assez importante.

## Chasseurs d'attaque modernes
- Eurofighter Typhoon
- McDonnell Douglas F-15E Strike Eagle
- Boeing F-15SE Silent Eagle
- Boeing F/A-18E/F Super Hornet,
- Lockheed Martin F-35 Lightning II
- Shenyang J-15S
- Shenyang J-16
- Soukhoï Su-30MKK
- Soukhoï Su-34
- Mikoyan-Gourevitch MiG-23[8]